# Нангархар
Нангарха́р (пушту ننګرهار‎, дари ننگرهار — Nangarhār) — провинция на востоке Афганистана у пакистанской границы. Административный центр — город Джелалабад.
На севере граничит с провинцией Кунар.

## Административное деление

Районы провинции Нангархар

Провинция Нангархар делится на 22 района:
- Ачин
- Бати Кот
- Бихсуд
- Дара-и-Нур
- Дих Бала
- Дур Баба
- Гошта
- Джалалабад
- Кама
- Кхогьяни
- Кот
- Куз Кунар
- Лал Пур
- Мухманд Дара
- Назуйан
- Пачир Ва Агам
- Родат
- Суркх Род
- Шерзад
- Шинвар
- Чапархар
- Хизарак

## История
В древности — один из центров буддизма. В городе Сило (ныне Хада, чуть южнее Джелалабада), в монастыре хранилась ушниша Будды, для поклонения которой в страну прибыл знаменитый монах-путешественник Фасянь. В столице этого царства была ступа, где хранился один из зубов Будды. Город окружали вихары, где хранились иные реликвии.
В годы Афганской войны (1979—1989) в провинции Нангархар дислоцировалась 66-я отдельная мотострелковая бригада и действовал влиятельный полевой командир Юнус Халес.
Здесь располагался укрепрайон Тора-Бора, где в 2001 году скрывался Усама бен Ладен.